# Ophiolepis kieri
Ophiolepis kieri är en ormstjärneart som beskrevs av Hendler 1979. Ophiolepis kieri ingår i släktet Ophiolepis och familjen Ophiolepididae. Inga underarter finns listade i Catalogue of Life.